# Liste des maires de Dax
Cet article dresse une liste par ordre de mandat des maires de Dax.

## Liste des maires

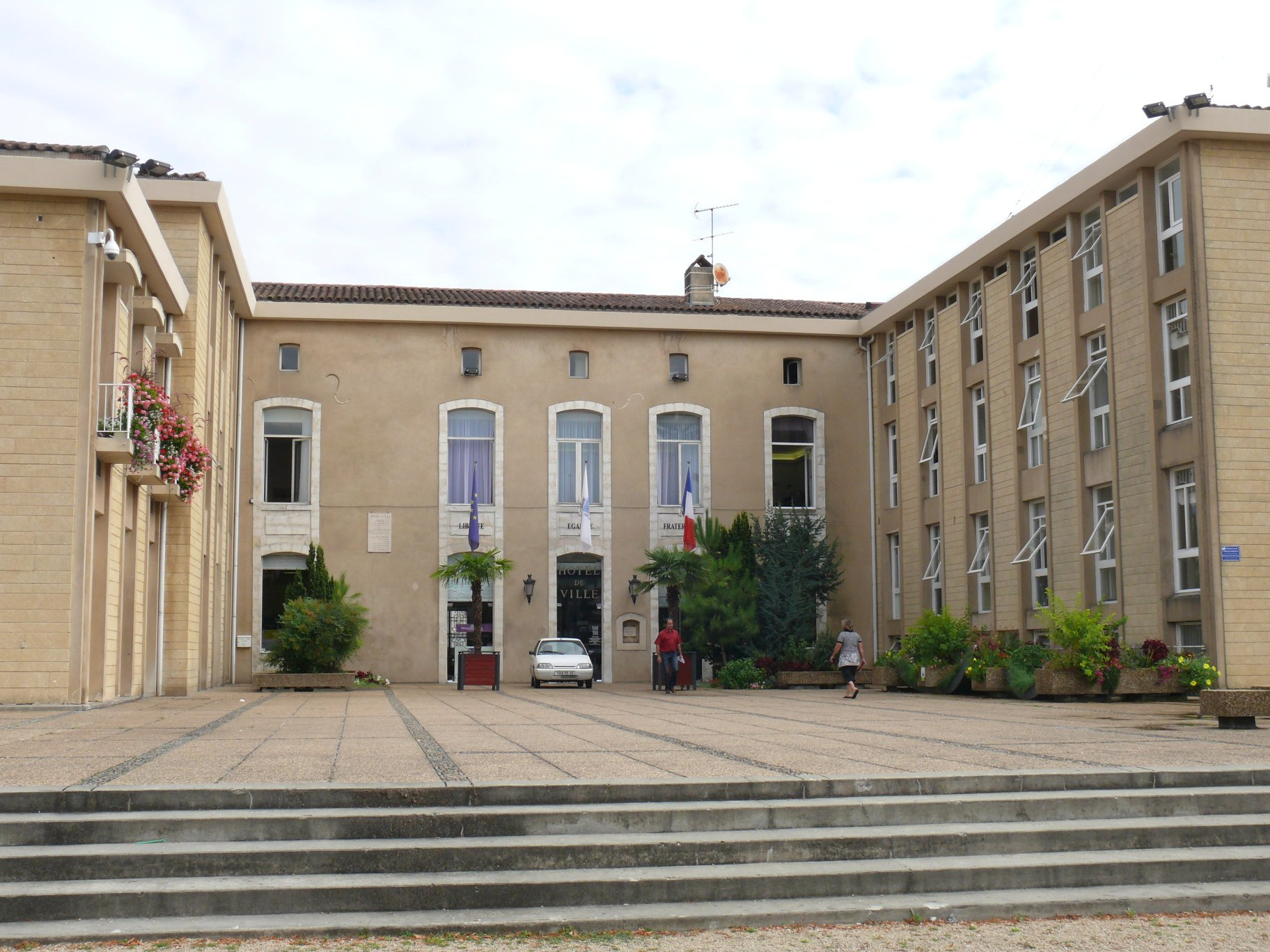
L'hôtel de ville de Dax.

| Période                                  | Période           | Identité                                                    | Étiquette     | Qualité |
| ---------------------------------------- | ----------------- | ----------------------------------------------------------- | ------------- | --- |
| Les données manquantes sont à compléter. |                   |                                                             |               | |
| 1807                                     | 1813              | Jean Marie de Siest                                         |               | Médecin |
| 10 juin 1816                             | 14 décembre 1818  | Charles de Poyusan,                                         |               | |
| 14 décembre 1818                         | 11 septembre 1830 | Firmin Cazenave                                             |               | |
| 11 septembre 1830                        | 9 mars 1832       | Pierre Michel Planter                                       |               | |
| 9 mars 1832                              | 24 juillet 1835   | Charles de Poyusan                                          |               | |
| 24 juillet 1835                          | 10 août 1839      | Jean Castagnet                                              |               | |
| 10 août 1839                             | 18 octobre 1843   | Charles de Poyusan                                          |               | |
| 18 octobre 1843                          | mai 1848          | Théodore du Poy                                             |               | |
| mai 1848                                 | 18 septembre 1848 | Charles Pardeilhan                                          |               | |
| 18 septembre 1848                        | juillet 1850      | Émile Darracq                                               |               | |
| juillet 1850                             | janvier 1852      | Paul Serres                                                 |               | |
| janvier 1852                             | 12 janvier 1859   | Charles Pardeilhan                                          |               | |
| 12 janvier 1859                          | 28 août 1868      | Augustin Darricau                                           |               | |
| 28 août 1868                             | 12 septembre 1870 | Gustave Campet (élu en juillet) Hector Serres (élu en août) |               | Hector Serres : Pharmacien |
| 12 septembre 1870                        | 23 février 1874   | Eugène Gardilanne                                           |               | |
| 23 février 1874                          | 26 juin 1876      | Henri-Honoré Chalier                                        |               | |
| 26 juin 1876                             | 12 avril 1880     | Eugène Gardilanne                                           |               | |
| 12 avril 1880                            | 21 février 1881   | Gustave Loustalot                                           |               | |
| 21 février 1881                          | 1er mai 1887      | Hippolyte Sintas                                            |               | |
| 1er mai 1887                             | 12 octobre 1894   | Raphaël Milliès-Lacroix                                     |               | |
| 27 octobre 1894                          | novembre 1895     | Théodore Denis                                              |               | |
| novembre 1895                            | 3 décembre 1899   | Raphaël Milliès-Lacroix                                     |               | |
| 3 décembre 1899                          | 27 juin 1908      | Théodore Denis                                              |               | |
| 2 août 1908                              | 14 décembre 1913  | Octave Lartigau                                             |               | |
| 14 décembre 1913                         | 30 novembre 1919  | Gabriel Despax                                              |               | |
| 30 novembre 1919                         | 5 mai 1921        | Ernest Pécastaing                                           |               | |
| 5 mai 1921                               | 19 mai 1929       | Joseph de Laurens                                           |               | |
| 19 mai 1929                              | 20 décembre 1940  | Eugène Milliès-Lacroix                                      | GD            | Conseiller général de Dax Sénateur |
| 20 décembre 1940                         | 23 août 1944      | Pierre Prunetti                                             |               | |
| 23 août 1944                             | 13 mai 1945       | Charles Richard                                             |               | Président de la délégation spéciale |
| 13 mai 1945                              | 27 décembre 1945  | Eugène Milliès-Lacroix                                      | GD            | Conseiller général de Dax Sénateur |
| 27 décembre 1945                         | 26 octobre 1947   | Paul Puyo                                                   |               | |
| 26 octobre 1947                          | 11 octobre 1949   | Eugène Milliès-Lacroix                                      | GD            | Conseiller général de Dax Sénateur |
| 11 octobre 1949                          | 22 octobre 1949   | Henri Carrère                                               |               | |
| 22 octobre 1949                          | 21 mars 1959      | Eugène Milliès-Lacroix                                      | GD            | Conseiller général de Dax Sénateur |
| 1959                                     | 1977              | Max Moras,                                                  | UNR puis RPR  | Député |
| 1977                                     | 25 juin 1995      | Yves Goussebaire-Dupin,                                     | RI puis UDF   | Président de l'Association des maires thermaux Conseiller général de Dax-Sud (1973 → 1988 et 1993 → 1994) Sénateur                                      |
| 25 juin 1995                             | 21 mars 2008      | Jacques Forté,                                              | DL puis UMP   | Conseiller régional d'Aquitaine |
| 21 mars 2008                             | 30 octobre 2016   | Gabriel Bellocq,                                            | PS            | Suppléant du député Jean-Pierre Dufau Conseiller général de Dax-Sud (2001 → 2015) Conseiller départemental de Dax-2 (2015 → )                           |
| 7 novembre 2016                          | 26 mai 2020       | Élisabeth Bonjean                                           | PS            | Suppléante du député Jean-Pierre Dufau, Conseillère régionale d'Aquitaine Présidente de la CA du Grand Dax, Conseillère régionale de Nouvelle-Aquitaine |
| 25 mai 2020                              | en cours          | Julien Dubois                                               | Divers centre | |

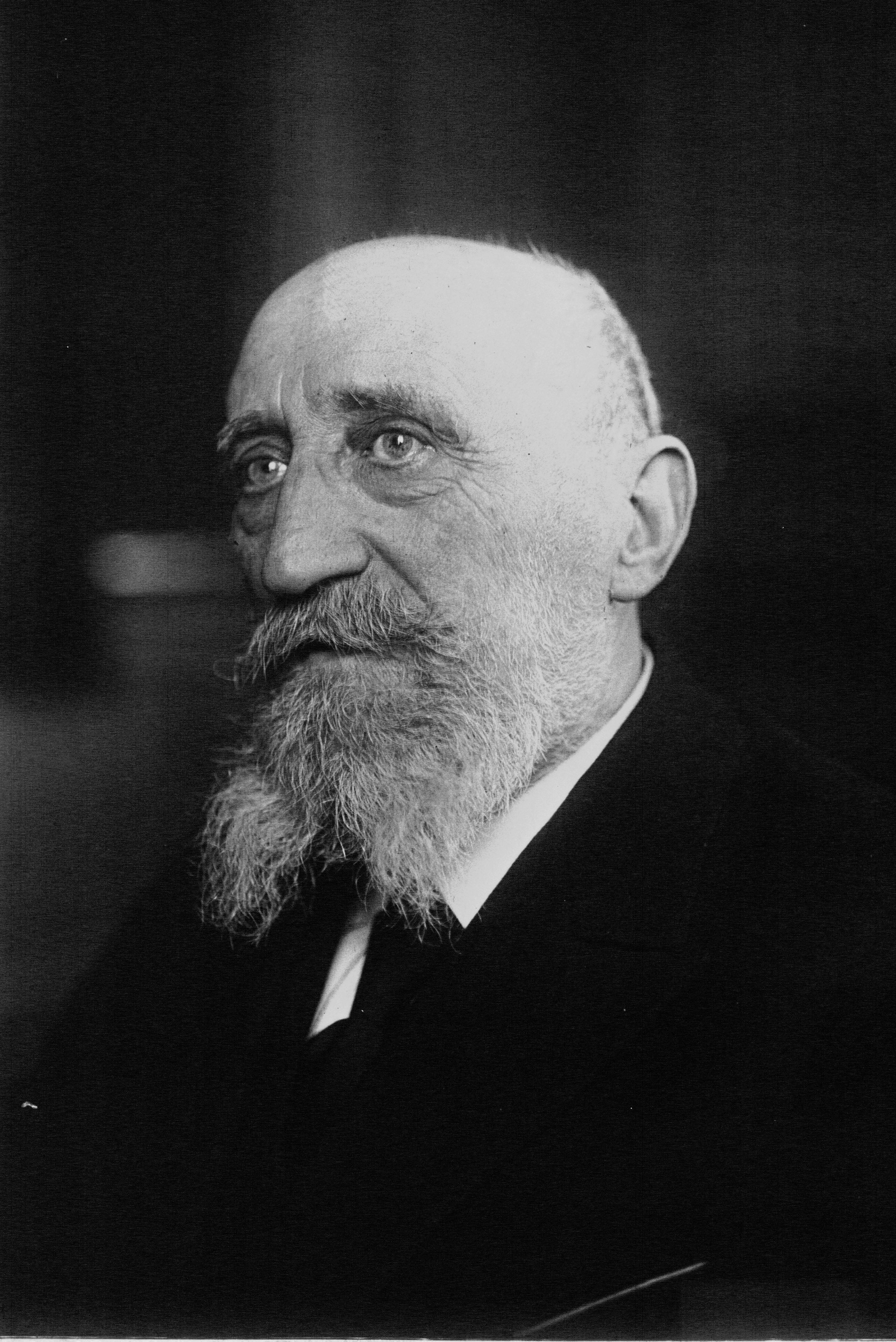
Raphaël Milliès-Lacroix.
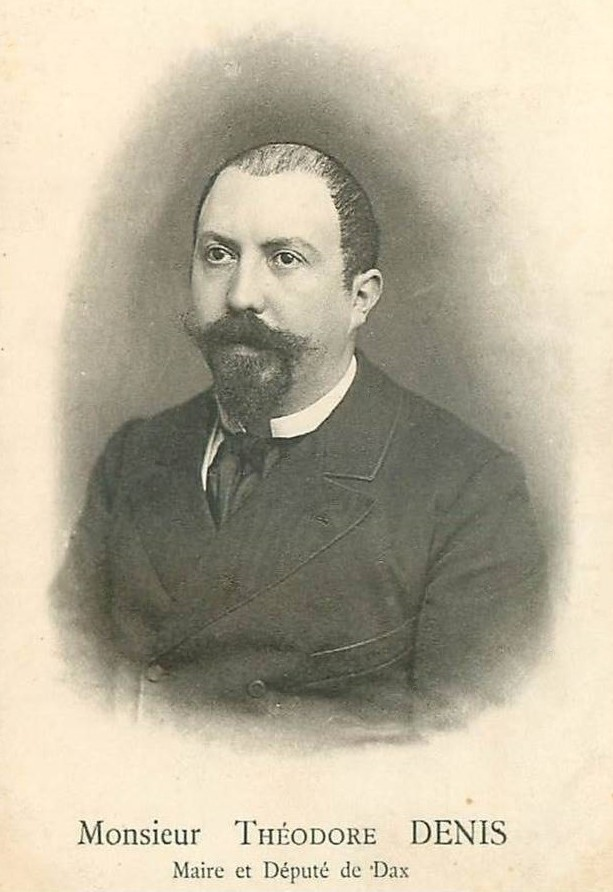
Théodore Denis.
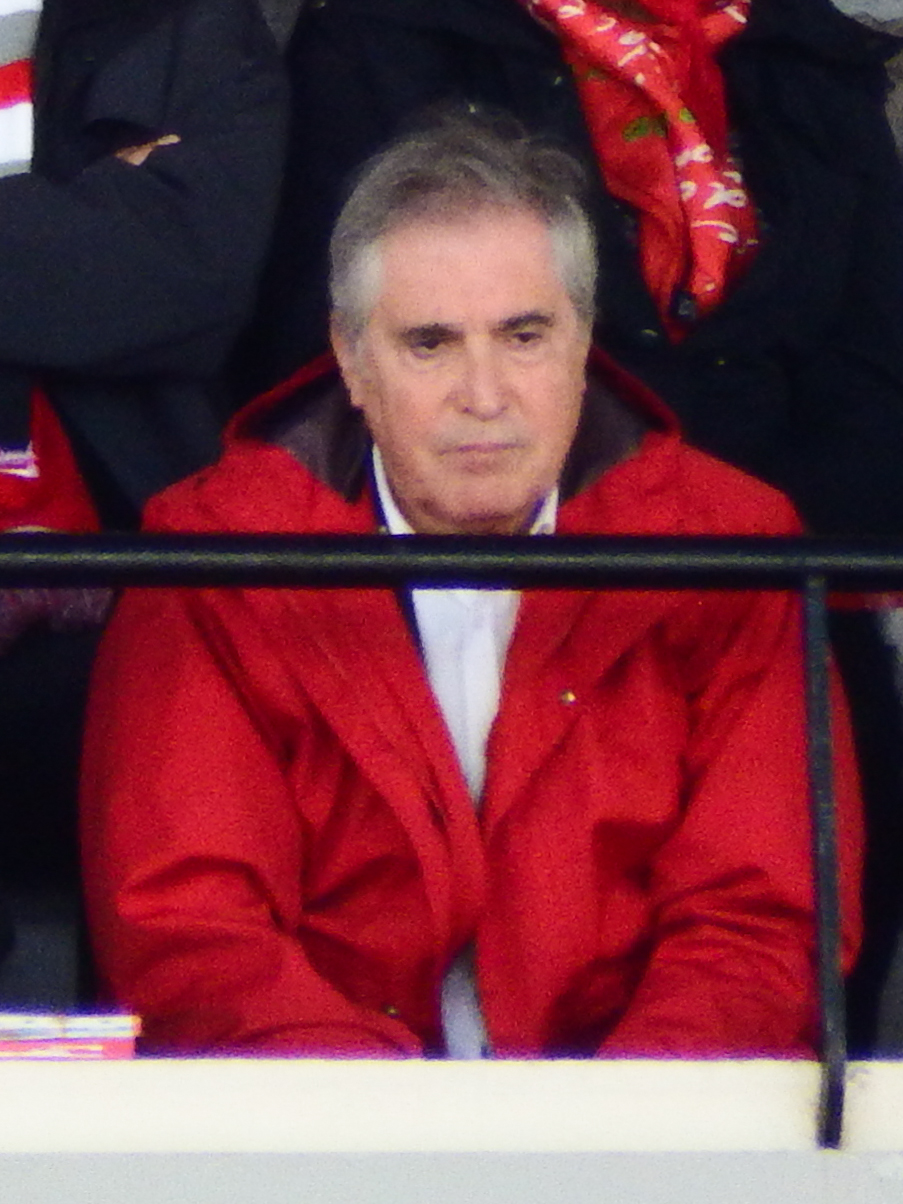
Gabriel Bellocq.
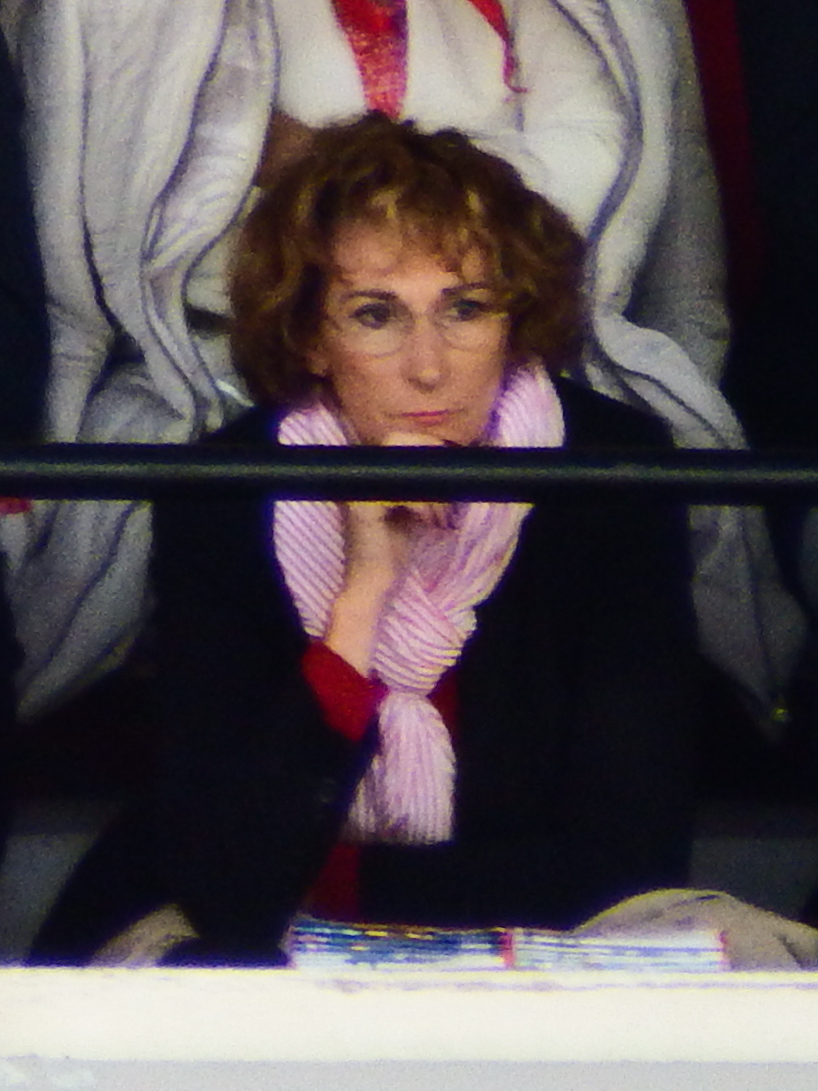
Élisabeth Bonjean.

## Élections de 1945
En 1945, la parole est donnée au suffrage universel pour toutes ordonnances, arrêtés ou autres décisions. Des élections municipales, cantonales et nationales ont lieu. Eugène Milliès-Lacroix pose sa candidature tant à l'élection municipale que cantonale et est élu. Mais le conseil de préfecture annule ce résultat. Les parlementaires, ayant voté les pleins pouvoirs au maréchal Pétain (en 1940, à Vichy), sont inéligibles ; le sénateur-maire de Dax, E. Milliès-Lacroix est dans ce cas. Au bout de deux ans, le conseil d'État confirme le jugement de première instance et il faut à nouveau recourir aux urnes. Jusqu'en 1952, les Dacquois(es) sont appelés six fois en consultation et six fois Eugène Milliès-Lacroix est élu. Devant cette obstination, le Parlement décide, enfin, de donner le dernier mot au suffrage universel. Eugène Milliès-Lacroix est nommé, légalement, maire de Dax et conseiller général.